# Ель-Бразіл (Техас)
Ель-Бразіл (англ. El Brazil) — переписна місцевість (CDP) в США, в окрузі Старр штату Техас. Населення — 53 особи (2020).

## Географія
Ель-Бразіл розташований за координатами 26°28′7″ пн. ш. 98°43′37″ зх. д. / 26.46861° пн. ш. 98.72694° зх. д. (26.468651, -98.726828).  За даними Бюро перепису населення США в 2010 році переписна місцевість мала площу 0,47 км², уся площа — суходіл.

## Демографія
Згідно з переписом 2010 року, у переписній місцевості мешкало 47 осіб у 13 домогосподарствах у складі 9 родин. Густота населення становила 100 осіб/км².  Було 20 помешкань (43/км²).
Расовий склад населення:
| - 100,0 % — білих |

До двох чи більше рас належало 0,0 %. Частка іспаномовних становила 100,0 % від усіх жителів.
За віковим діапазоном населення розподілялося таким чином: 29,8 % — особи молодші 18 років, 59,6 % — особи у віці 18—64 років, 10,6 % — особи у віці 65 років та старші. Медіана віку мешканця становила 31,8 року. На 100 осіб жіночої статі у переписній місцевості припадало 88,0 чоловіків;  на 100 жінок у віці від 18 років та старших — 94,1 чоловіків також старших 18 років.
Цивільне працевлаштоване населення становило 0 осіб. 